# 富士FinePix系列

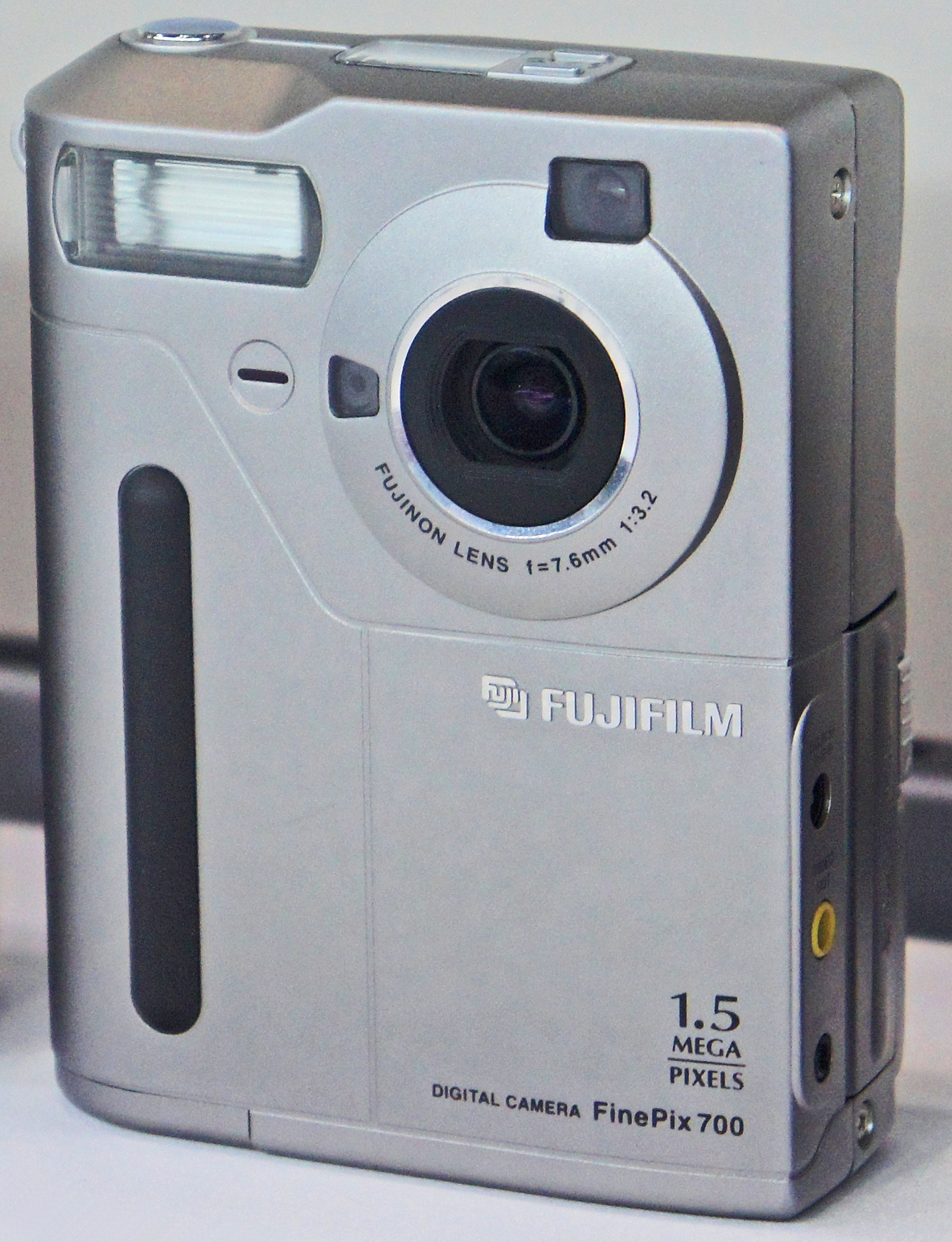
富士胶片 FinePix MX-700，FinePix系列的第一款产品，于1998年发布。

富士胶片 FinePix是富士胶片旗下数码相机系列产品所使用的子品牌。
新一代的富士可换镜头富士无反相机产品属于富士X系列，并不隶属于FinePix系列。

## 产品
FinePix旗下产品具体也分为不同系列

### 在产机型
| 系列  | 主要特点                                   |
| ----- | ------------------------------------------ |
| S系列 | 大焦比机型                                 |
| F系列 | 小巧型大变焦比                             |
| A系列 | 小型易用类                                 |
| T系列 | 小型易用类                                 |
| J系列 | 小型易用类                                 |
| Z系列 | 卡片类产品，配置有潜望式镜头               |
| XP    | 具备防水、防震、防冻、防尘特性的全天候机型 |
| 3D    | 具备拍摄3D画面功能的机型                   |

2010年产品X100也属于FinePix产品，但是后期则被归并到X Premium Compact中。

### 停产机型
- 单反相机
  - 富士胶片 FinePix S1 Pro，1999年
  - 富士胶片 FinePix S2 Pro，2001年
  - 富士胶片 FinePix S3 Pro，2004年
  - 富士胶片 FinePix S3 Pro UVIR，2006年（红外拍摄机型）
  - 富士胶片 FinePix S5 Pro，2006年
  - 富士胶片 FinePix IS Pro，2007年（以S5 Pro为基础的红外机型，能够捕捉波长为350-1000nm之间的红外线）

该系列单反相机采用尼康机身作为基础，使用尼康F卡口，机身传感器使用Super CCD
- 普通数码相机
  - E系列，2003～2004年，E500、E510、E550
  - V系列，2006年单独的一款V10产品